# Grigoriy Degtyaryov
Grigoriy Grigoryevich Degtyaryov (en russe : Григорий Григорьевич Дегтярёв, né le 16 août 1958 à Vorkouta et mort le 7 mars 2011 à Kirov) est un athlète soviétique, spécialiste du décathlon.
Il remporte à Moscou la médaille d'or lors des Jeux de l'Amitié de 1984 et lors des Goodwill Games de 1986. Son meilleur résultat de 8 698 points est l'actuel record national russe. Il cesse le décathlon en 1987. Il est fait citoyen d'honneur de la ville de Kirov.

## Palmarès
| Date | Compétition           | Lieu      | Résultat | Épreuve   | Points    |
| ---- | --------------------- | --------- | -------- | --------- | --------- |
| 1982 | Championnats d'Europe | Athènes   | 6e       | Décathlon | 8 160 pts |
| 1983 | Championnats du monde | Helsinki  | DNF      | Décathlon | -         |
| 1984 | Jeux de l'Amitié      | Moscou    | 1er      | Décathlon | 8 523 pts |
| 1986 | Goodwill Games        | Moscou    | 1er      | Décathlon | 8 322 pts |
| 1986 | Championnats d'Europe | Stuttgart | DNF      | Décathlon | -         |

## Records
| Épreuve           | Performance       | Lieu   | Date         |
| ----------------- | ----------------- | ------ | ------------ |
| 100 m             | 10 s 87           | Kiev   | 21 juin 1984 |
| Saut en longueur  | 7,75 m            | Moscou | 19 juin 1983 |
| Lancer du poids   | 16,14 m           | Götzis | 19 mai 1984  |
| Saut en hauteur   | 2,10 m            | Kiev   | 21 juin 1984 |
| 400 m             | 49 s 55           | Götzis | 22 mai 1982  |
| 110 m haies       | 14 s 45           | Götzis | 20 mai 1984  |
| Lancer du disque  | 51,20 m           | Kiev   | 22 juin 1984 |
| Saut à la perche  | 4,90 m            | Götzis | 29 mai 1983  |
| Lancer du javelot | 57,32 m           | Götzis | 25 mai 1986  |
| 1 500 m           | 4 min 19 s 65     | Götzis | 23 mai 1982  |
| Décathlon         | 8 652 points (NR) | Kiev   | 22 juin 1984 |